# Каса Бланка (Аризона)
Каса Бланка (енгл. Casa Blanca) насељено је место без административног статуса у америчкој савезној држави Аризона.

## Демографија
По попису из 2010. године број становника је 1.388.
| Група             | 2000.    | 2010.       |
| Белци             | 0 (0,0%) | 3 (0,2%)    |
| Афроамериканци    | 0 (0,0%) | 4 (0,3%)    |
| Азијати           | 0 (0,0%) | 2 (0,1%)    |
| Хиспаноамериканци | 0 (0,0%) | 181 (13,0%) |
| Укупно            | 0        | 1.388       |